# Sueño Electro II
Sueño Electro II É o quinto álbum de estúdio da banda Synthpop Belanova, e a segunda parte do projeto Sueño Electro. O álbum foi gravado simultaneamente a Sueño Electro I, com um semelhante estilo musical, mas dessa vez inspirado em música Ranchera e Country pelas faixas "Hata El Final" e "Aqúi". O álbum foi lançado no dia 6 de Setembro de 2011 em todo o território Latino e Americano. Na Billboard o disco estreou na posição #8 da lista Latin Pop Albums, e #20 no AMPROFON top 100.

## Faixas
| N.º | Título                            | Compositor(es)                          | Duração |  |
| 1.  | "Mariposas"                       | Denisse Guerrero                        | 3:47    |  |
| 2.  | "Flash Eléctrico"                 | Denisse Guerrero, R. Arreola, E. Huerta | 3:31    |  |
| 3.  | "Todo Mi Amor"                    | Denisse Guerrero                        | 3:37    |  |
| 4.  | "Hasta El Final"                  | Denisse Guerrero, R. Arreola, E. Huerta | 3:50    |  |
| 5.  | "Infame"                          | Denisse Guerrero, R. Arreola, E. Huerta | 3:37    |  |
| 6.  | "Luna"                            | Denisse Guerrero                        | 3:36    |  |
| 7.  | "Aquí"                            | Denisse Guerrero, R. Arreola, E. Huerta | 3:50    |  |
| 8.  | "Dulce Amor"                      | Denisse Guerrero, R. Arreola, E. Huerta | 3:14    |  |
| 9.  | "Tic-Toc (featuring Lena Katina)" | Denisse Guerrero, R. Arreola, E. Huerta | 4:14    |  |
| 10. | "Mariposas (Sussie 4 Remix)"      | Denisse Guerrero                        | 3:57    |  |
| 11. | "Mariposas (Capri Remix)"         | Denisse Guerrero                        | 4:13    |  |

Deluxe Edition Bonus DVD
1. "Nada De Más" (Video Clipe)
2. "No Me Voy a Morir" (Video Clipe)
3. "Rosa Pastel (Live @ Acceso Total)"
4. "Nada De Más (Live @ Acceso Total)"
5. "Baila Mi Corazón (Live @ Acceso Total)"
6. "No Me Voy a Morir (Live @ Acceso Total)"
7. "Y Mi Corazón... (Live @ Acceso Total)"
8. "Por Ti (Live @ Acceso Total)"
9. "Interview with Belanova"

## Singles
- Mariposas - A canção foi lançada oficialmente no dia 10 de Maio de 2011. A primeira performance aconteceu no programa "TV de Noche" pela emissora mexicana Televisa. "Mariposas" Alcançou o pico de #8 na principal parada de sucessos do México.
- Hasta El Final - O último single de Sueño Electro II foi um enorme sucesso crítico, visto que, pela primeira vez na história da música mexicana, Belanova lançou uma perfeita produção harmônica entre Electropop e música Ranchera (música regional mexicana). A banda chegou a ser acusada de plágio por Mariano Rivera Valázquez, filho de uma falecida cantora popular mexicana, mas as autoridades da música do México concluiram que não há plágio no tema "Hasta El Final".[4] A notícia repercutiu em todo o país.
- Tic-Toc (feat. Lena Katina) - Tic-Toc foi um single promocional para divulgação do projeto projeto Sueño Electro nos países da Europa.